# Fritz Pingl
Fritz Pingl (* 15. Januar 1931 in Mariazell; † 21. November 2015 in Leoben) war ein österreichischer Leichtathlet.

## Werdegang
Fritz Pingl wurde in den Jahren von 1953 bis 1959 insgesamt 15-mal österreichischer Staatsmeister in der Leichtathletik.
Im Jahre 1957 stellte er mit 1,96 m einen neuen österreichischen Rekord im Hochsprung auf. Er wurde 1958 der erste steirische Sportler des Jahres.
Die Hochsprungtechnik, die Pingl Anfang der 1950er selbst entwickelt hatte, gilt als Vorläufer des Fosbury-Flop: Mit dieser Technik erzielte 1968 der Amerikaner Dick Fosbury internationale Erfolge. Pingls Technik war trotz seiner Staatsmeisterschaften nicht international bekannt geworden. Da damals noch keine Kunststoffmatten eine weiche Landung auf dem Rücken möglich machten, sondern im Sand gelandet wurde, drehte sich Pingl vor der Landung. Andere Athleten, die ihn kopieren wollten, schafften das nicht, so dass Pingls Technik in Vergessenheit geriet.
Ab 1958 war er auch im Dreisprung erfolgreich. Bis 1960 war er aktiv.
Pingl lebte mit seiner Ehefrau Renate in Mariazell.